# Râul Chiojdul, Telejenel
Râul Chiojdul este un curs de apă afluent al Pârâului Cetății. 

## Hărți
- Harta Județului Prahova
- Harta Munții Ciucaș  Arhivat în 30 martie 2010, la Wayback Machine.